# Otto Kurth
Otto Kurth (* 31. Mai 1912 in Bremen; † 13. Dezember 1996 in München) war ein deutscher Schauspieler und Regisseur.

## Leben
Otto Kurth erhielt Schauspielunterricht bei Erich Ziegel und Mirjam Horwitz und begann seine Bühnenkarriere an den Hamburger Kammerspielen unter dem Intendanten und Gründer Erich Ziegel. Es folgten Stationen als Schauspieler und Dramaturg am Thalia Theater in Hamburg (1933) und dem Schauspielhaus in Bremen. Ab 1938 schlossen sich erste Regiearbeiten an (unter anderem mit Jürgen Fehling) bei Gustaf Gründgens am Preußischen Staatstheater in Berlin. Im Jahre 1943 trat er in Johann Nestroys Posse Einen Jux will er sich machen auf, die am Staatstheater Berlin unter der Regie von Rochus Gliese aufgeführt wurde.
Nach Kriegsende war Otto Kurth ab 1945 Leiter der Hörspielabteilung des Nordwestdeutschen Rundfunks (NWDR) und wurde dort 1947 Chefregisseur des Hörfunks. In dieser Eigenschaft war er ab Ende der 1940er Jahre für eine große Anzahl von Hörspielen, auch im Auftrag für andere Sender, als Regisseur verantwortlich.
Darunter befanden sich 1953 eine Adaption des Lustspiels Ein Engel namens Schmitt mit Heinz Rühmann, 1956 das Hörspiel Der kleine Lord und 1958 eine Hörspielversion des Romans Doktor Schiwago von Boris Pasternak.
Kurth war ebenso als Theaterregisseur tätig. Im Jahr 1949 inszenierte er die Komödie Das träumende Mädchen von Elmer Rice mit Hannelore Schroth an den Hamburger Kammerspielen unter der Intendantin Ida Ehre. Dort führte er Anfang Oktober 1950 ebenfalls Regie bei der Aufführung von Max Frischs Drama Als der Krieg zu Ende war.
Gastinszenierungen führten ihn an das Staatstheater Kassel.  Regieassistentin in Kassel war Christine Brückner.
Ab den 1960er Jahren konnte man Otto Kurth als Darsteller in zahlreichen Fernsehproduktionen wie Der Kommissar, Der Alte, Tadellöser & Wolff und Die Geschwister Oppermann sehen. Er führte zudem bei einigen Produktionen die Fernsehregie.
Im Jahr 1990 gab Otto Kurth den Band Erzählungen und Briefe heraus.
Er war mit seiner Schauspielkollegin Margot Kurth verheiratet. Seine letzte Ruhestätte befindet sich auf dem Münchner Nordfriedhof in der Urnenmauer, Reihe 9, Grab Nr. 8.

## Filmografie

### Regie
- 1959: Isobel (Fernsehfilm)
- 1960: Das Land der Verheißung (Fernsehfilm)
- 1960: Die eiskalte Nacht (Fernsehfilm)

### Darsteller
- 1962: Porträt einer Madonna (Fernsehfilm)
- 1966: Standgericht (Fernsehfilm)
- 1966: Ich war Schlemihl (Fernsehfilm)
- 1967: Antioxzin (Fernsehfilm)
- 1967: Lobby Doll und die Sitzstangenaffäre – Eine erdachte Rekonstruktion (Fernsehfilm)
- 1968: Mord in Frankfurt (Fernsehfilm)
- 1968: Der Eismann kommt (Fernsehfilm)
- 1969: Die mißbrauchten Liebesbriefe (Fernsehfilm)
- 1969: Alma Mater (Fernsehfilm)
- 1970: Ein Mädchen (Fernsehfilm)
- 1970: Die Berufe des Herrn K (Fernsehserie, 1 Folge)
- 1970: Der Portland-Ring (Fernsehfilm)
- 1970: Pater Brown (Fernsehserie, 1 Folge)
- 1970: Der Polizeiminister (Fernsehfilm)
- 1971: Sparks in Neu-Grönland (Fernsehfilm)
- 1971: Paul Esbeck (Fernsehfilm)
- 1971: Narrenspiegel (Fernsehfilm)
- 1972: Rosa und Lin (Fernsehfilm)
- 1972: Manolescu – Die fast wahre Biographie eines Gauners (Fernsehfilm)
- 1972: Der Illegale (Fernsehserie, 1 Folge)
- 1972: Fußballtrainer Wulff (Fernsehserie, 1 Folge)
- 1972: Der 21. Juli (Fernsehfilm)
- 1973: Bauern, Bonzen und Bomben (Fernseh-Mehrteiler)
- 1973: Dem Täter auf der Spur (Fernsehserie, 1 Folge)
- 1973: Black Coffee (Fernsehfilm)
- 1973: Das fliegende Klassenzimmer
- 1973: Der Kommissar (Fernsehserie, 1 Folge)
- 1973: Kara Ben Nemsi Effendi (Fernsehserie, 1 Folge)
- 1973: Der Mensch Adam Deigl und die Obrigkeit (Fernsehfilm)
- 1973–1975: Gestern gelesen (Fernsehserie, 2 Folgen)
- 1974: Nebel (Fernsehfilm)
- 1974: Der Lord von Barmbeck
- 1974: Unser Walter (Fernsehserie, 7 Folgen)
- 1974: Tod in Astapovo (Fernsehfilm)
- 1975: Tadellöser & Wolff (Fernsehserie, 1 Folge)
- 1976: PS – Geschichten ums Auto (Fernsehserie, 1 Folge)
- 1976: Aus nichtigem Anlaß (Fernsehfilm)
- 1976: Timon von Athen (Fernsehfilm)
- 1976: Entführung (Fernsehfilm)
- 1976: Jörg Preda berichtet (Fernsehserie, 2 Folgen)
- 1977: Generale – Anatomie der Marneschlacht (Fernsehfilm)
- 1977: Die Dämonen (Fernsehserie, 1 Folge)
- 1978: Der Anwalt (Fernsehserie, 1 Folge)
- 1978: Feuerwasser (Fernsehfilm)
- 1979: Der Alte (Fernsehserie) –  Lippmann wird vermißt
- 1981: Ein Mittsommernachtstraum (Fernsehfilm)
- 1983: Die Geschwister Oppermann (Fernseh-Mehrteiler)
- 1985: Der Alte (Fernsehserie) –  Die Angst des Apothekers
- 1988: Faust – Vom Himmel durch die Welt zur Hölle

## Hörspiele (Auswahl)

### Regie
- 1947: Max Frisch: Nun singen sie wieder
- 1949: Der Schmuck
- 1949: Siegfried
- 1949: Ratsherren und Zünfte in Lübeck um 1380
- 1950: Der Grosstyrann und das Gericht
- 1950: Biologie und Tennis
- 1950: Tante Lisbeth
- 1951: Um Jahr und Tag
- 1952: Co muß sterben
- 1953: Die vertraulichen Aufzeichnungen und Bekenntnisse eines gerechtfertigten Sünders
- 1953: Das Schiff Esperanza
- 1953: Knöpfe
- 1953: Ein Engel namens Schmitt
- 1953: Der Pavillon
- 1954: Der Mann aus den Wäldern
- 1955: Der verschwundene Diplomat
- 1955: Mary Celeste
- 1956: Zinngeschrei
- 1956: Ein Weg zum Ruhm
- 1956: Frances Hodgson Burnett: Der kleine Lord
- 1957: Eine große Familie
- 1957: Georges Simenon: Frau Maigret als Detektiv
- 1957: Es geschah in … Holland; Folge: Es war ganz einfach Liebe
- 1957: Es geschah in … Flandern; Folge: Kleiner Grenzverkehr
- 1957: Es geschah in … England; Folge: Nicht leicht, ein Narr zu sein
- 1958: Es geschah in … England; Folge: Die Schnüffelkommission
- 1958: Der Brückenkopf
- 1958: Feldgendarmerie
- 1958: Der Truppenübungsplatz
- 1958: Gefangenschaft und Entlassung
- 1958: Heimkehr
- 1958: Es geschah in den... Karawanken; Folge: Grenzgänger
- 1958: Es geschah in … Italien; Folge: In stato interessante
- 1958: Boris Pasternak: Doktor Schiwago
- 1959: Es geschah in … Schweden; Folge: Solange noch das Flämmchen glüht
- 1959: Es geschah in … England; Folge: Der Mann mit der Aktenmappe
- 1959: Es geschah in... Österreich; Folge: Das Handtaschenwunder
- 1960: Es geschah in... Schweden; Folge: Das Manöver beginnt
- 1960: Es geschah in... Serbien; Folge: Die Brüder aus Mazedonien
- 1960: Es geschah... in Kirgisistan; Folge: Ein armes Huhn
- 1960: Es geschah in … Süddeutschland; Folge: Es fing so harmlos an
- 1962: Robert Louis Stevenson: Die Schatzinsel
- 1962: Orestie
- 1964: Otto Heinrich Kühner: Die Übungspatrone
- 1964: Und das Krumme wird gerade
- 1964: Friedrich Dürrenmatt: Der Prozeß um des Esels Schatten
- 1964: Jansens Revolver
- 1965: Das zweite Motiv
- 1965: Tod einer Studentin
- 1966: Helen und Edward und Henry
- 1966: Rolf Schneider: Zwielicht (Original-Hörspiel – BR/WDR/HR)
- 1966: Dorothy L. Sayers: Glocken in der Neujahrsnacht (4 Teile) (Hörspielbearbeitung, Kriminalhörspiel – BR)
- 1967: Val Gielgud: Die Sache mit dem Fernsehboß (6 Teile) (Kriminalhörspiel – BR)
- 1967: Johann Wolfgang von Goethe: Wilhelm Meisters theatralische Sendung (6 Teile) (Hörspielbearbeitung – HR/WDR)
- 1968: John Tarrant: Gefährliches Hongkong (2 Teile) (Kriminalhörspiel – BR)
- 1968: Max Zihlmann: Belastungsprobe (Hörspiel – RD/ORF)
- 1969: Die schwierige Aufgabe
- 1969: Der Langweiler
- 1969: Geister im Haus
- 1970: Agatha Christie: Mord im Pfarrhaus
- 1971: Pat
- 1972: Der Pudel mit der Löwenmähne
- 1973: Mach auf, es läutet
- 1974: Pierre Frachet: Abélard und Héloise (Kriminalhörspiel – SDR)
- 1976: An den Falschen geraten
- 1976: Ihr kleines Geheimnis
- 1977: Fred Kassack: Diskretion (Kriminalhörspiel – BR)

### Sprecher
- 1946: Wer ist ohne Schuld (auch Regie)
- 1948: Wir sind nicht allein (auch Regie)
- 1951: Die Flaschenpost (auch Regie)
- 1952: Co muß sterben (auch Regie)
- 1952: Das Gericht zieht sich zur Beratung zurück (Folge: Der weiße Magier) – Regie: Gerd Fricke
- 1953: Die vertraulichen Aufzeichnungen und Bekenntnisse eines gerechtfertigten Sünders (auch Regie)
- 1953: Das Gericht zieht sich zur Beratung zurück (Folge: Der Kuß in der Gartenlaube) – Regie: Gerd Fricke
- 1953: Mangels Beweises (auch Regie)
- 1953: Das Gericht zieht sich zur Beratung zurück (Folge: Kindesentführung) – Regie: Gerd Fricke
- 1954: Das Gericht zieht sich zur Beratung zurück (Folge: Der Mann ohne Zeugnis) – Regie: Gerd Fricke
- 1954: Das Gericht zieht sich zur Beratung zurück (Folge: Ein falscher Zwanziger) – Regie: Gerd Fricke
- 1954: Die gigantische Maschine – von Zwergen bedient – Regie: Wolfgang Schwade
- 1954: Kranichfedern (auch Regie)
- 1956: Das Tier im Dschungel – Regie: Oswald Döpke
- 1957: Die göttliche Komödie (1. Teil) (auch Regie)
  - Anmerkung: CD-Edition: Der Hörverlag 2001
- 1957: Die Früchte des Kaktus. Eine Reise durch den Staat Israel – Regie: Fritz Schröder-Jahn
- 1958: Die Mutter – Regie: Werner Honig
- 1961: Die Villa Remiro (auch Regie)
- 1962: Cäcilien-Ode – Regie: Gert Westphal
- 1962: Die Jagd nach dem Täter (Folge: Anruf im Belvedere) – Regie: S. O. Wagner
- 1963: Zehn, zwanzig, dreißig … (auch Regie)
- 1964: Mr. Hunekers Damenopfer (Das Huneker-Gambit) – Regie: Wolfgang Schenck
- 1965: Vorspiele zu Amphitryon (1. Teil: Erstes Vorspiel) (auch Regie)
- 1965: Der göttliche Aretino (auch Regie)
- 1967: Ich bin einer, ich bin keiner – Regie: Heinz Hostnig
  - Auszeichnung: Stereopreis der deutschen Rundfunkindustrie 1967
- 1967: Die Sache mit dem Fernsehboß (3. Teil: Kate macht sich selbständig) (auch Regie)
- 1968: Prozeß in Nürnberg – Regie: Raoul Wolfgang Schnell
- 1968: Die Toten von Spoon River – Regie: Wolfgang Schenck
- 1969: Die schwierige Aufgabe. Eine Satire aus dem 19. Jahrhundert (auch Regie)
- 1969: Ich, der Robot (3. und 4. Teil) – Regie: Günther Sauer
- 1971: Pat (2 Teile) Neufassung (auch Regie)
- 1972: Der Pudel mit der Löwenmähne (2 Teile) (auch Regie)
- 1972: Die Tonbänder – Regie: Wolfgang Schenck
- 1973: 14. September 1944 – Am Tag der Kreuzerhöhung – Regie: Hellmuth Kirchammer
- 1974: Werkmeister Lorenz – Regie: Wolfgang Schenck
- 1974: Die Polizeiwache – Regie: Hans Dieter Schwarze
- 1974: Das zweite Geständnis des Leo Koczyk – Regie: Heinz Wilhelm Schwarz
- 1975: Vor allem Queenie, aber auch Sam, Fred Bates und andere – Regie: Otto Düben
- 1975: Mit vorzüglicher Hochspannung (auch Regie)
- 1976: Miko Panzer reitet wieder – Regie: Klaus Mehrländer
- 1976: Ihr kleines Geheimnis (Son jardin secret) (auch Regie)
- 1976: Joachimstaler '35 – Regie: Wolfgang Wölfer
- 1976: Der Flug des Ikarus (3. Teil) (auch Regie)
- 1977: Kubenkas Rache – Regie: Hans Quest
- 1977: Die Bahnen der Fliegen (auch Regie)
- 1977: Die Bombe kam vom Weihnachtsmann – Regie: Lilian Westphal
- 1978: Ein Mord für Morgen (auch Regie)
- 1978: Drei Tage Frost (2 Teile) (auch Regie)
  - Anmerkung: CD-Edition: Pidax Film Media Ltd. (Alive) 2015 (Oktober)
- 1978: Die Puppe (auch Regie)
- 1978: Tödlicher Sand – Regie: Heinz Wilhelm Schwarz
  - Anmerkung: Kassetten-Edition: Goldmann 1995
- 1978: Feindbild (auch Regie)
- 1979: Der Tambour oder Wie das Huhn in den Kessel kommt – Regie: Hans Bernd Müller
- 1979: Der Fall Arbuckle (Langfassung) – Regie: Klaus Mehrländer
- 1979: Der Fall Mata Hari (auch Regie)
  - Anmerkung: Download: Der Audio Verlag 2009
- 1980: Die Verfehlung – Regie: Raoul Wolfgang Schnell
- 1981: Mein Kind, geliebtes Kind – Regie: Heinz Wilhelm Schwarz
- 1981: Ein Brief aus Jerusalem – Autor und Regie: Oswald Döpke
- 1982: Blaubart – Regie: Ernst Wendt
- 1983: Monodialog / Hyperhypothesen – Regie: Raoul Wolfgang Schnell
- 1983: Drei schwere Fälle von Nächstenliebe – Regie: Hartmut Kirste
  - Auszeichnung: Hörspiel des Monats August 1983
- 1984: Marmorengel – Regie: Heinz Hostnig
- 1984: Wer sich liebt – Regie: Otto Düben
- 1984: Du irrst, Lysistrata. Ungehaltene Reden ungehaltener Frauen (auch Regie)
  - Anmerkung: CD-Edition: Der Hörverlag 2005
- 1985: Scoop oder: Die große Meldung – Bearbeitung und Regie: Heinz von Cramer
- 1987: Ball verkehrt oder Großer Schwof in Serners Tanzpalais. Hörspiel für die reifere Jugend in diversen Modetänzen nach Walter Serners Geschichten – Bearbeitung und Regie: Heinz von Cramer
- 1988: Botho Strauß: Bagatellen – Regie: Dieter Dorn

## Werke
- 1990: Erzählungen und Briefe. Franke, München, ISBN 3-928166-00-X